# 小板镇
小板镇，是中华人民共和国湖北省天门市下辖的一个乡镇级行政单位。

## 行政区划
小板镇下辖以下地区：
小板社区、车灯村、范岭村、钟场村、段岭村、徐湾村、王场村、罗湖村、汪垸村、码头村、艾台村、胡桥村、姚湾村、江台村、大板村、金王村、方寺村、么桥村、张岭村、周杨村、黄金村、金科村、鱼嘴村、罗黄村、小板村和小板港村。